# Амазонски речен делфин
 Тази статия е за речния делфин.  За океанския делфин вижте Амазонски делфин соталия.  
Амазонският речен делфин (Inia geoffrensis) се среща в реката Амазонка. Достига до 290 cm дължина и тегло 200 кг.
Могат да плуват с 45 км/ч. Описан е от Влайнвил през 1817.

## Таксономия
- I. g. geoffrensis – Разпространен в базейни Амазония и Арагуая/Токантин (изключва приток на Мадейра, стич на Теотонио в Рондония)
- I. g. humboldtiana – Разпространен в Оринокски водосборен басейн
- I. boliviensis – Разпространен в Боливиански подбасейн на Амазонския басейн стич на Теотонио в Рондония